# Dongdaemun History & Culture Park (metropolitana di Seul)
Dongdaemun History & Culture Park (동대문역사문화공원역 - 東大門歷史文化公園驛, Dongdaemun nyeoksa munhwa gongwon-nyeok ) è una stazione della metropolitana di Seul e offre l'interscambio fra le linee 2, 4 e 5 della metropolitana. La stazione si trova dove era presente lo stadio di Dongdaemun, in seguito demolito per rivalorizzare l'area.